# Сатіс (Дивеєвський район)
Сатіс (рос. Сатис) — селище в Дивеєвському районі Нижньогородської області Російської Федерації.
Населення становить 2652 особи. Входить до складу муніципального утворення Сатиська сільрада.

## Історія
Від 2009 року входить до складу муніципального утворення Сатиська сільрада.

## Населення
| 2002 | 2010  |
| ---- | ----- |
| 3091 | ↘2652 |